# استعمار هلند در آمریکا
استعمار هلند در آمریکا (انگلیسی: Dutch colonization of the Americas)با تأسیس پست های تجاری و مزارع هلندی در قاره آمریکا آغاز شد ، که مقدمه ای بر فعالیت های گسترده تر استعماری هلندی ها در آسیا بود. در حالی که اولین قلعه هلندی در آسیا در سال ۱۶۰۰ میلادی ساخته شد (در اندونزی کنونی) ، اولین قلعه ها و شهرک ها در امتداد رودها در گویان مربوط به دهه ۱۵۹۰ است.استعمار واقعی ، با استقرار هلندی ها در سرزمین های جدید ، مانند دیگر ملت های اروپایی معمول نبود. بسیاری از شهرک های هلندی در پایان قرن هفدهم از بین رفته یا رها شدند ، اما هلند موفق شد سورینام را حفظ کند از میان چندین مستعمره خود در منطقه ، فقط کارائیب هلند هنوز بخشی از آن در تصرف هلند است.

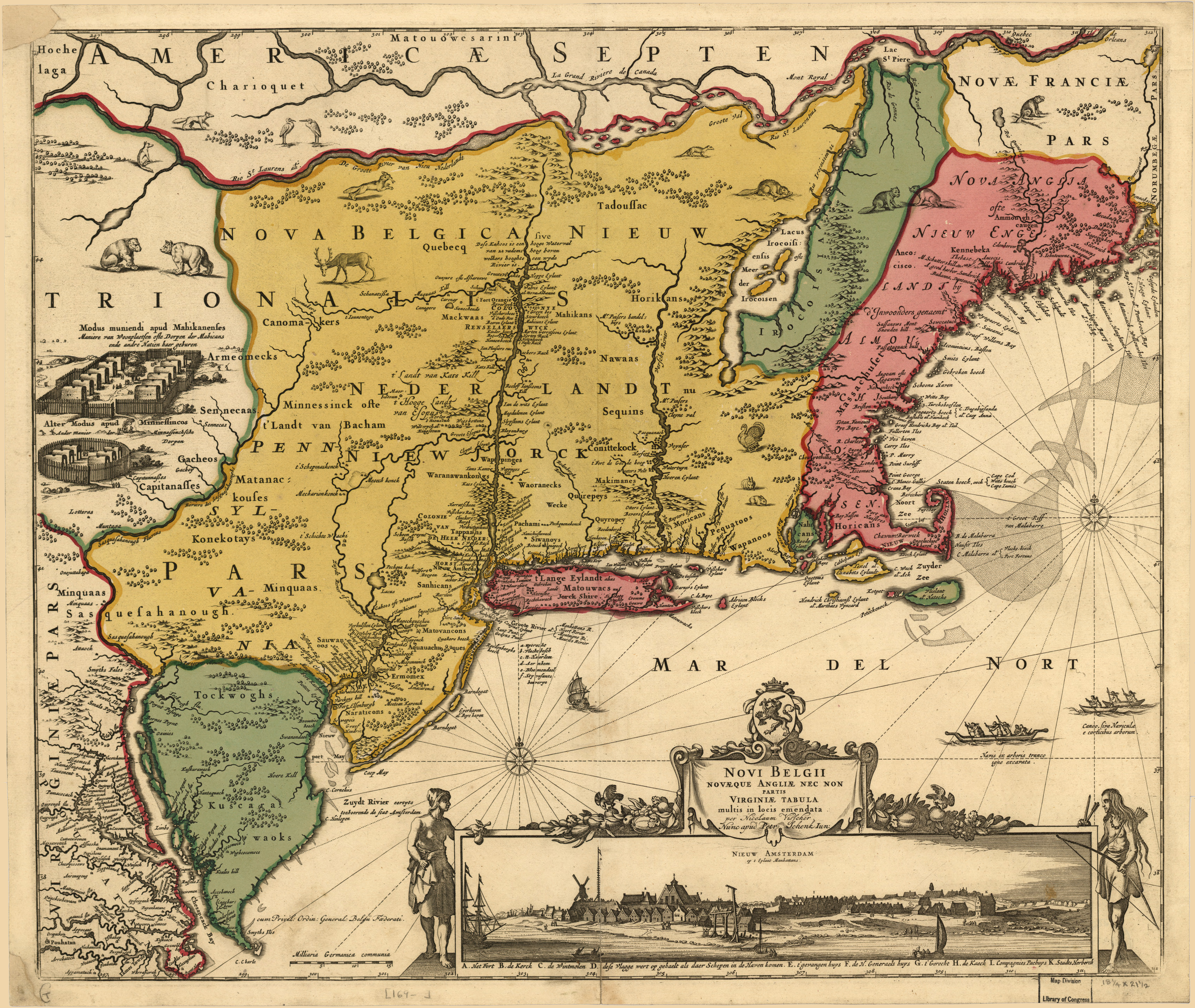
چاپ مجدد نقشه 1656 مستعمرات آمریکای شمالی هلند